# Antonielów (Łopuszno)
Antonielów (früher auch Antonillów) ist eine Ortschaft mit einem Schulzenamt der Stadt-und-Land-Gemeinde Łopuszno im Powiat Kielecki der Woiwodschaft Heiligkreuz in Polen. Sie liegt um 35 km nordwestlich von Kielce.

## Geschichte

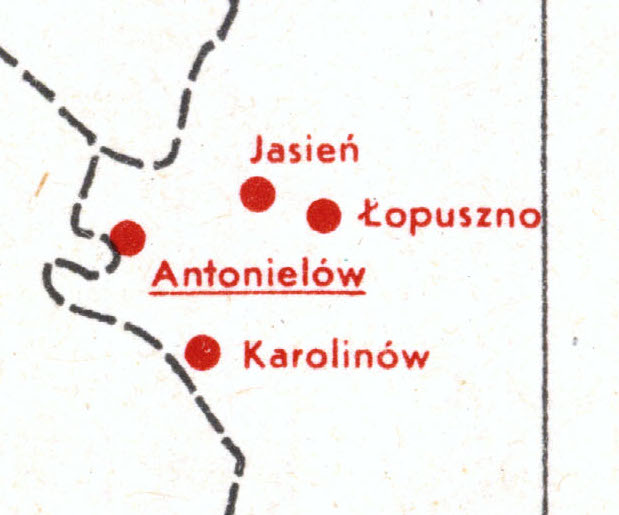
Die Umgebung von Antonielów auf der Karte der deutschen Siedlungen in Mittelpolen von Albert Breyer (1938)

Als das Herzogtum Warschau 1815 ins neu entstandene russisch beherrschte Kongresspolen fiel, kam die neue Verwaltung im Jahr 1817 zu der Meinung, dass man im Kreis Kielce neue Kolonien gründen könnte. Im Bericht des Beamten wurde Antonielów als die einzige bedeutende schon bestehende deutsche Kolonie beschrieben. Auf den Gütern von Łopuszno der Familie Dobiecki wurden vor, sowie nach diesem Jahr deutsche Kolonisten angesiedelt, aber wahrscheinlich entstanden nur Antonielów und Eustachów (1818 gegründet) als ganz neue Siedlungen im Wildnis. Mit Józefina hatten die drei Kolonien aus dieser Zeit den größten Anteil deutscher Bewohner – jedoch wanderten später viele Deutsche aus Józefina aus und um 1850 gab es dort nur 4 evangelische Familien, während die Deutschen die Mehrheit der Bewohner der Tochtersiedlung Karolinów bis zur Zwischenkriegszeit ausmachten.
Antonielów wurde von F. Dobiecki nach seiner Frau Antonilla Dobiecka geb. Przerębska benannt und war wahrscheinlich die größte deutsch-evangelische Kolonie in der ganzen damaligen Woiwodschaft Krakau (mit dem Sitz in Kielce, ab 1837 Gouvernment Krakau, ab 1841 Gouvernment Kielce). Die Kolonie wurde im Jahr 1814 durch Kolonisten aus den Deutschen Sprachinseln im Kalischer Land, Posen und Schlesien besiedelt und sie wurden wahrscheinlich von einem gewissen Wawrzyniec Dewid geleitet. Eustachów und Józefina wurden nach den Kindern von Dobiecki genannt. Im Namen der Kolonisten in Eustachów wurde der Kontrakt der Gründung der Kolonie von Gottfried Arendt unterschrieben, der früher der Schulz der Kolonie Bogusław im Kreis Radom war. Sie konnten eine Schule unterhalten, wo der Lehrer im Deutschen und Polnischen unterrichten soll (dies wurde zum Gegenstand einiger Streiten in der Zukunft). Józefina wurde auf dem Grund der ehemaligen Orte Stara Huta und Nowa Huta gegründet und hatte eine Fläche von rund 400 Hektar, laut dem Kontrakt konnten die Kolonisten auch im benachbarten Dorf Olszówka leben. Beide Orte wuchsen zum großen Teil zusammen. Zum Gutsbesitzer sollen alle Wirtshäuser in der Kolonien gehören.
1820 hatte Antonielów 161 Einwohner, Józefina 116 (darunter 26 Juden) und Eustachów 87. 1836 in Antonielów lebten 253 deutsche Lutheraner und 97 polnische Katholiken, in Eustachów 249 Katholiken und 76 Lutheraner und in Józefina (mit Olszówka) 233 Katholiken und 33 Lutheraner, insgesamt gab es 362 Protestanten (11,38 %) in der Pfarrei Łopuszno. Um 1827 entstand auf dem Grund des Dorfs Skałka eine deutsche Kolonie (später der Weiler Skałka Niemiecka) unmittelbar südwestlich von Antonielów. 1837 wurde für sie die evangelisch-augsburgische Gemeinde in Kielce aus Radom ausgegliedert. Mit 236 Protestanten machte die Gemeinde Łopuszno über die Hälfte der Mitglieder und das örtliche Bethaus soll viermal pro Jahr vom Pastor aus Kielce besucht sein. Die Gesellschaft der Kolonisten war ziemlich hermetisch – die konfessionell gemischten Ehen (in der drei Kolonien zwischen den Jahren 1820 und 1837 nur um 5 %) wurden von der lutherischen sowie katholischen Kirche oft verhindert, darunter z. B. im Jahr 1856 zwischen einem deutschböhmischen Katholiken und einer evangelischen Frau, obwohl beide deutsche Bewohner aus Antonielów waren. 1841 klagte der Pastor Roetscher gegen den Kantor (und den ersten Lehrer der 1837 zur staatlichen erhoben Grundschule, der aus der Provinz Posen stammte) in Antonielów, Gottlieb Müller, und Herrn Gottlieb Lüttke, dass sie eine Sekte im Dorf gründeten. Sie waren unter dem Einfluss des Pastors J. Bennie aus Tomaszów und hielten Gottesdienste unabhängig von Kielce. Der Streit endete im nächsten Jahr im Gericht in Chęciny mit Müllers Beseitigung als Kantor und Lehrer. Roetscher bezeichnete auch im Jahr 1843 die evangelischen Friedhöfe in Józefina und Eustachów als illegal, während es in Antonielów einen legalen gab. Daniel Beetke aus der Kolonie Krery bei Bełchatów wurde zum neuen Lehrer bzw. Kantor bis 1865. 1845 wurde die Tochtersiedlung Karolinów durch Kolonisten aus Antonielow gegründet, etwas später entstand die Kolonie Marjanów. Karolinów wurde nach der Frau des Gutsbesitzers benannt.
Im Jahr 1856 war Antonielów mit 191 Evangelischen noch die größte eingepfarrte Ortschaft der Pfarrgemeinde Kielce (insgesamt 581 Mitglieder). Die deutsche Grundschule in Antonielów funktionierte bis zum Jahr 1926, am längsten von allen deutschsprachigen Schulen im Gebiet des ehemaligen Gouvernements Kielce. Das Dorf blieb ein Zentrum für die nicht polonisierten Nachgeborenen der Kolonisten in der Umgebung bis zum 20. Jahrhundert. Neben Stojewsko, Przeczów und Godów bestand noch Antonielów mit Skałka Niemiecka in der Zwischenkriegszeit als eine deutsche Sprachinsel.
Nach dem Ende des Ersten Weltkriegs kam Antonielów zu Polen. Im Jahr 1921 hatte Antonielów in der Gemeinde Łopuszno im Powiat Kielecki 68 Häuser mit 437 Einwohnern, davon deklarierten sich 346 als Deutsche (es gab auch 348 Evangelische), nach Czarny Las die zweitgrößte Zahl in der ganzen Woiwodschaft Kielce, außerdem gab es 110 Deutsche und 120 Protestanten in Eustachów, 88 Deutsche und 87 Lutheraner in Karolinów, sowie 31 Deutsche und 49 Protestanten in Marjanów, aber alle Protestanten in Ludwików (21) und Łopuszno (12) waren polnischer Nationalität.
Im Zweiten Weltkrieg gehörte es zum Distrikt Radom im Generalgouvernement. Am 11. Mai 1943 wurden 93 Polen, darunter 23 Frauen und 18 Kinder unter 7. Jahre alt, im benachbarten Dorf Skałka Polska von der Wehrmacht mit der Hilfe der örtlichen bewaffneten Deutschen als Rache für den Angriff der Gwardia Ludowa an die Volksdeutsche in Antonielów (18 Deutsche wurden erschossen und 3 Bauernhöfe wurden verbrannt) getötet. 1944/1945 flüchteten zunächst viele Deutsche vor dem Einmarsch der Sowjets, der Rest wurde später vertrieben. Die Staatsanwaltschaft Westdeutschlands untersuchte einige Täter der Massaker, aber die Verfahren wurden eingestellt. Die Staatsanwaltschaft in Freiburg im Breisgau deutete an, dass der Angriff der polnischen Partizanten an Antonielów berechtigte die Antwort der Deutschen in Skałka Polska. Von 1975 bis 1998 gehörte Antonielów zur Woiwodschaft Kielce.